# Maungakiekie/One Tree Hill
Pour les articles homonymes, voir One Tree Hill.
Maungakiekie/One Tree Hill, de son nom maori et de l'anglais signidiant « colline de l'arbre solitaire », est une colline d'origine volcanique de 213 mètres d'altitude située à Auckland, en Nouvelle-Zélande.
Maungakiekie/One Tree Hill fait partie du parc Cornwall, un jardin public d'Auckland. Elle est couronnée par un petit cratère volcanique d'où s'élève un obélisque sur son point culminant constitué par l'un de ses rebords.
Son nom occidental est hérité d'un arbre solitaire, un pohutukawa ou un tōtara, qui surplombait le sommet avant d'être abattu par les colons européens en 1852. Le « père d'Auckland », John Logan Campbell, le premier habitant européen de l'isthme d'Auckland, y replanta plus tard un pin de Monterey, qui fut à son tour coupé en signe de protestation par des manifestants Maoris. C'est un lieu historique important pour tous les Néo-Zélandais, puisque pour les autochtones c'est une ancienne importante pa, un village fortifié, tandis que pour les européens la tombe de John Logan Campbell s'y trouve au pied de l'obélisque.
Le faubourg autour de la base de la colline est aussi appelé One Tree Hill.
La chanson One Tree Hill de U2 fait référence à ce sommet.

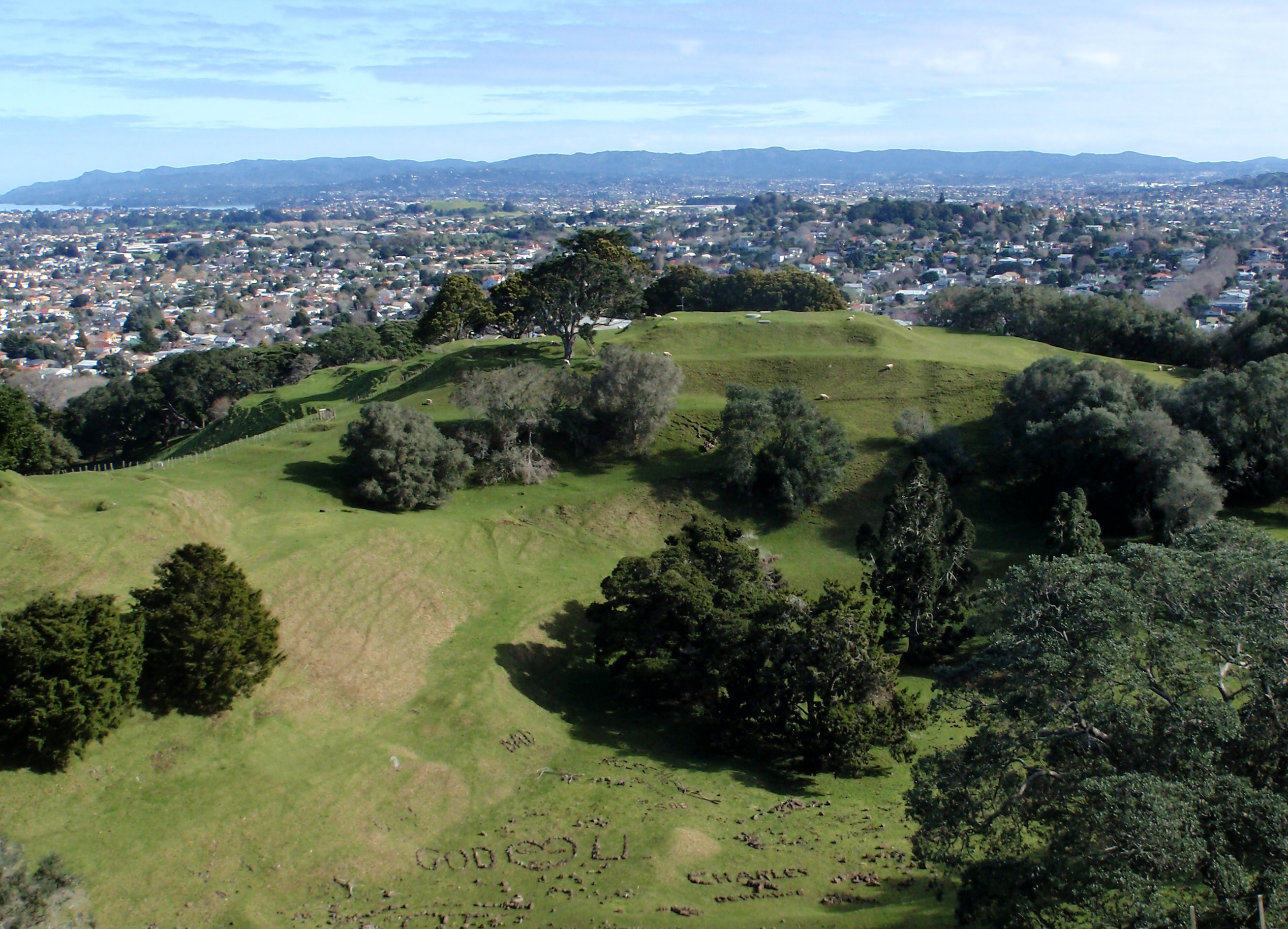
Vue du cratère de Maungakiekie/One Tree Hill avec Auckland au second plan.
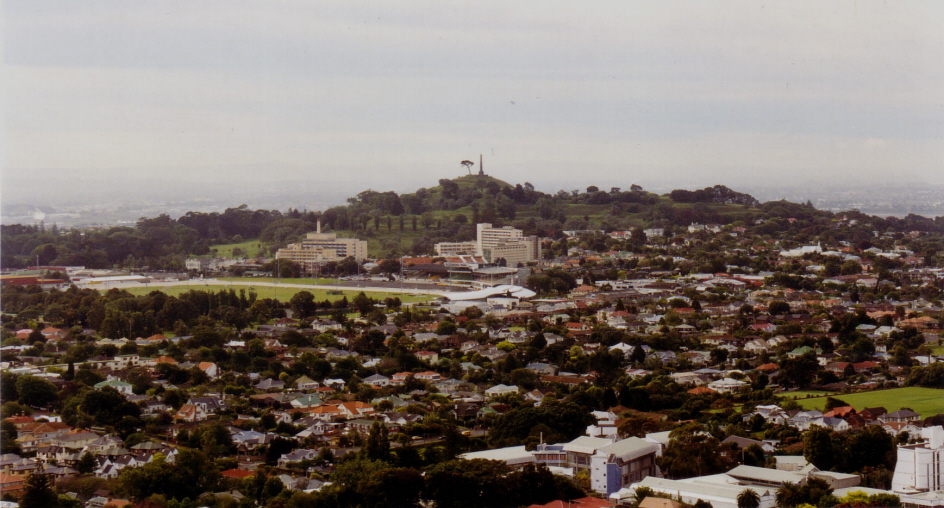
En arrière plan, entourée par la ville d'Auckland, Maungakiekie/One Tree Hill avant que l'arbre ne soit abattu.